# 謝迪格羅夫鎮區 (北卡羅萊納州戴維縣)
謝迪格羅夫鎮區（英語：Shady Grove Township）是位於美國北卡羅萊納州戴維縣的一個鎮區。

## 地方資料
謝迪格羅夫鎮區的面積為75.10平方千米，皆為陸地。根據2020年美國人口普查的數據，當地共有人口5758人，而人口密度為每平方千米76.67人。